# Fading Days
Fading Days é o EP de estreia da banda Amber Pacific, lançado a 25 de Maio de 2004.

## Faixas
Todas as faixas por Will Nutter, exceto onde anotado.
1. "Thoughts Before Me" (Evens, Nutter) - 3:58
2. "Always You (Good Times)" - 4:06
3. "The Last Time" - 3:53
4. "Letters of Regret" - 1:41
5. "Here We Stand" (Evens, Nutter) - 4:18